# Henricia mutans
Henricia mutans is een zeester uit de familie Echinasteridae.
De wetenschappelijke naam van de soort werd in 1909 gepubliceerd door René Koehler.